# Stanislas de Boufflers
Stanislas Jean, chevalier de Boufflers, född 31 maj 1738 i Nancy, död 18 januari 1815 i Paris, var en fransk skald. Han var son till markis Louis Francois de Boufflers och Marie Françoise Catherine de Beauvau-Craon. 
Boufflers var 1785–88 guvernör över Senegal, valdes 1789 till ledamot av riksständerna, men emigrerade 1792 och återvände först 1800. Han blev 1804 medlem av Institut de France och dog som konservator vid "Bibliothèque mazarine". Hans dikter, som nästan alla bär vittne om den lättsinniga andan under Ludvig XV:s tidsålder, utkom samlade 1817 under titeln Œuvres complètes. Mest bekant blev han genom berättelsen La reine de Golconde (1761), sedan bearbetad till opera. Han invaldes 1789 som utländsk ledamot av Vetenskapsakademien i Stockholm.